# Insentiraja
Genre
Insentiraja est un genre de raies de la famille des Arhynchobatidae.

## Répartition
Ce genre ce rencontre dans les mers d'Océanie.

## Liste des espèces
Selon le World Register of Marine Species (31 juillet 2023) :
- Insentiraja laxipella (Yearsley & Last, 1992)
- Insentiraja subtilispinosa (Stehmann, 1989)

## Systématique
Le nom valide complet (avec auteur) de ce taxon est Insentiraja Yearsley & Last, 1992. Le genre a été initialement décrit comme un sous-genre de Pavoraja pour l'espèce type Insentiraja laxipella, initialement nommée sous le protonyme Pavoraja (Insentiraja) laxipella.

## Étymologie
Le nom générique, Insentiraja, est la combinaison du latin in-, « absence », sentis, « épine », et Raja, le genre initial donné aux raies, et fait référence à l'absence d'épines sur la queue et au centre du disque de ces espèces.

## Publication originale
- (en) Peter Robert Last et Gordon K. Yearsley, « Pavoraja (Insentiraja) laxipella, a New Subgenus and Species of Skate (Chondrichthyes: Rajoidei) from the Western Pacific », Copeia, Société américaine des ichtyologistes et des herpétologistes, vol. 1992, no 3,‎ 18 août 1992, p. 839 (ISSN 0045-8511 et 1938-5110, OCLC 1565060, DOI 10.2307/1446161, JSTOR 1446161).